# Slowakische Meisterschaften im Biathlon 2012
Die Slowakischen Meisterschaften im Biathlon 2012 (Majstrovstvá Slovenska v biatlone) fanden 15. Januar des Jahres für Frauen und Männer in verschiedenen Altersklassen statt. Es wurde jeweils einzig ein Massenstartrennen ausgetragen, deren Länge in den verschiedenen Altersklassen und zwischen den Geschlechtern variierte. In allen Klassen nahmen insgesamt 66 Starter teil, das größte Starterfeld gab es in der männlichen Altersklasse der 16- bis 17-Jährigen mit 13 Teilnehmern.

## Männer
| Platz | Starter          | Verein          | Schießfehler | Zeit     |
| ----- | ---------------- | --------------- | ------------ | -------- |
| 1     | Martin Otčenáš   | VŠC DU BB       | 2-1-0-1      | 41:07,9  |
| 2     | Tomáš Hasilla    | Valaská-Osrblie | 1-0-2-1      | +2:37,8  |
| 3     | Peter Kazár      | Predajná        | 0-1-1-1      | +5:26,3  |
| 4     | Norbert Gröne    | Valaská-Osrblie | 2-3-1-4      | +8:13,7  |
| 5     | Lukáš Olejár     | TU Zvolen       | 2-1-1-2      | +9:18,3  |
| 6     | Michal Lepieš    | VŠC DU BB       | 1-1-2-1      | +10:13,2 |
| 7     | Radovan Hasilla  | Predajná        | 1-0-5-2      | +11:14,6 |
| 8     | Peter Ivanek     | SKP Čadca-Sk    | 2-2-3-0      | +21:11,3 |
| dns   | Peter Ridzoň     | Valaská-Osrblie |              |          |
| dns   | Ľuboslav Palguta | TU Zvolen       |              |          |

Am Start waren acht der zehn gemeldeten Starter.

## Frauen
| Platz | Starter           | Verein          | Zeit    | Schießfehler |
| ----- | ----------------- | --------------- | ------- | ------------ |
| 1     | Terézia Poliaková | Valaská-Osrblie | 2 0 0 1 | 43:24,6      |
| 2     | Natália Prekopová | VŠC DU BB       | 0 0 0 0 | +0:27,0      |
| 3     | Lucia Šimová      | Valaská-Osrblie | 1 0 2 3 | +5:06,0      |
| 4     | Eva Lehotská      | ŽP Šport Podb   | 1 2 3 2 | +7:02,6      |
| dnf   | Michaela Schonová | MŠK Brezno      | 0 0 4   |              |

Am Start waren alle fünf gemeldeten Starterinnen, eine beendete ihr Rennen nicht.